# 2006 год
2006 (две ты́сячи шесто́й) год  по григорианскому календарю — невисокосный год, начинающийся в воскресенье. Это 2006 год нашей эры, 6‑й год 1‑го десятилетия XXI века 3‑го тысячелетия, 7‑й год 2000‑х годов. Он закончился 19 лет назад.
| Пн | Вт | Ср | Чт | Пт | Сб | Вс |
|    |    |    |    |    |    | 1  |
| 2  | 3  | 4  | 5  | 6  | 7  | 8  |
| 9  | 10 | 11 | 12 | 13 | 14 | 15 |
| 16 | 17 | 18 | 19 | 20 | 21 | 22 |
| 23 | 24 | 25 | 26 | 27 | 28 | 29 |
| 30 | 31 |    |    |    |    |    |

| Пн | Вт | Ср | Чт | Пт | Сб | Вс |
|    |    | 1  | 2  | 3  | 4  | 5  |
| 6  | 7  | 8  | 9  | 10 | 11 | 12 |
| 13 | 14 | 15 | 16 | 17 | 18 | 19 |
| 20 | 21 | 22 | 23 | 24 | 25 | 26 |
| 27 | 28 |    |    |    |    |    |

| Пн | Вт | Ср | Чт | Пт | Сб | Вс |
|    |    | 1  | 2  | 3  | 4  | 5  |
| 6  | 7  | 8  | 9  | 10 | 11 | 12 |
| 13 | 14 | 15 | 16 | 17 | 18 | 19 |
| 20 | 21 | 22 | 23 | 24 | 25 | 26 |
| 27 | 28 | 29 | 30 | 31 |    |    |

| Пн | Вт | Ср | Чт | Пт | Сб | Вс |
|    |    |    |    |    | 1  | 2  |
| 3  | 4  | 5  | 6  | 7  | 8  | 9  |
| 10 | 11 | 12 | 13 | 14 | 15 | 16 |
| 17 | 18 | 19 | 20 | 21 | 22 | 23 |
| 24 | 25 | 26 | 27 | 28 | 29 | 30 |

| Пн | Вт | Ср | Чт | Пт | Сб | Вс |
| 1  | 2  | 3  | 4  | 5  | 6  | 7  |
| 8  | 9  | 10 | 11 | 12 | 13 | 14 |
| 15 | 16 | 17 | 18 | 19 | 20 | 21 |
| 22 | 23 | 24 | 25 | 26 | 27 | 28 |
| 29 | 30 | 31 |    |    |    |    |

| Пн | Вт | Ср | Чт | Пт | Сб | Вс |
|    |    |    | 1  | 2  | 3  | 4  |
| 5  | 6  | 7  | 8  | 9  | 10 | 11 |
| 12 | 13 | 14 | 15 | 16 | 17 | 18 |
| 19 | 20 | 21 | 22 | 23 | 24 | 25 |
| 26 | 27 | 28 | 29 | 30 |    |    |

| Пн | Вт | Ср | Чт | Пт | Сб | Вс |
|    |    |    |    |    | 1  | 2  |
| 3  | 4  | 5  | 6  | 7  | 8  | 9  |
| 10 | 11 | 12 | 13 | 14 | 15 | 16 |
| 17 | 18 | 19 | 20 | 21 | 22 | 23 |
| 24 | 25 | 26 | 27 | 28 | 29 | 30 |
| 31 |    |    |    |    |    |    |

| Пн | Вт | Ср | Чт | Пт | Сб | Вс |
|    | 1  | 2  | 3  | 4  | 5  | 6  |
| 7  | 8  | 9  | 10 | 11 | 12 | 13 |
| 14 | 15 | 16 | 17 | 18 | 19 | 20 |
| 21 | 22 | 23 | 24 | 25 | 26 | 27 |
| 28 | 29 | 30 | 31 |    |    |    |

| Пн | Вт | Ср | Чт | Пт | Сб | Вс |
|    |    |    |    | 1  | 2  | 3  |
| 4  | 5  | 6  | 7  | 8  | 9  | 10 |
| 11 | 12 | 13 | 14 | 15 | 16 | 17 |
| 18 | 19 | 20 | 21 | 22 | 23 | 24 |
| 25 | 26 | 27 | 28 | 29 | 30 |    |

| Пн | Вт | Ср | Чт | Пт | Сб | Вс |
|    |    |    |    |    |    | 1  |
| 2  | 3  | 4  | 5  | 6  | 7  | 8  |
| 9  | 10 | 11 | 12 | 13 | 14 | 15 |
| 16 | 17 | 18 | 19 | 20 | 21 | 22 |
| 23 | 24 | 25 | 26 | 27 | 28 | 29 |
| 30 | 31 |    |    |    |    |    |

| Пн | Вт | Ср | Чт | Пт | Сб | Вс |
|    |    | 1  | 2  | 3  | 4  | 5  |
| 6  | 7  | 8  | 9  | 10 | 11 | 12 |
| 13 | 14 | 15 | 16 | 17 | 18 | 19 |
| 20 | 21 | 22 | 23 | 24 | 25 | 26 |
| 27 | 28 | 29 | 30 |    |    |    |

| Пн | Вт | Ср | Чт | Пт | Сб | Вс |
|    |    |    |    | 1  | 2  | 3  |
| 4  | 5  | 6  | 7  | 8  | 9  | 10 |
| 11 | 12 | 13 | 14 | 15 | 16 | 17 |
| 18 | 19 | 20 | 21 | 22 | 23 | 24 |
| 25 | 26 | 27 | 28 | 29 | 30 | 31 |

- Международный год пустынь и опустынивания[1] (резолюция № 58/211[2] ООН)
- Год Теслы в Сербии в связи со 150-летием со дня его рождения.
- Год гуманитарных наук в России.
- Год матери в Беларуси.
- Год Российской Федерации в Азербайджанской Республике[3].
- Год Республики Армении в Российской Федерации[4].
- Год Российской Федерации в Китайской Народной Республике[5].

## События

### Январь
- 1 января
  - Муниципальная реформа в РФ.
  - Деноминация азербайджанского маната в 5000 раз.
  - ОАО Газпром отключил Украину от российского газа в связи с тем, что не была достигнута договорённость о цене на поставляемый на Украину газ[6].
  - В США появился новый консолидированный город Хелена — Уэст-Хелена образованный при слиянии двух городов Арканзаса — Хелены и Западной (Уэст) Хелены[англ.][7].
- 12 января — в давке в Мекке, начавшейся во время церемонии «побивания дьявола», погибли 364 паломника и более 300 были ранены[8].
- 15 января — прошёл второй тур президентских выбор в Чили (первый состоялся 15 декабря 2005 года), в результате которых победу одержала Мишель Бачелет.
- 19 января — с космодрома Канаверал с помощью ракеты-носителя Атлас V запущена американская АМС New Horizons, предназначенная для исследования Плутона.
- 24 января — из Космического центра Танэгасима с помощью ракеты-носителя H-IIA запущен спутник ДЗЗ ALOS.
- 25 января — в Палестинской автономии прошли парламентские выборы. Победила радикальная исламская группировка «Хамас», которая получила 74 из 132 мест в парламенте. Правящая партия «Фатх» — всего 45 мест[9].

### Февраль
- 1 февраля — президент США Дж. Буш декларировал необходимость быть независимым от импортной нефти[10].
- 3 февраля — массовые протесты в исламском мире против публикации карикатур на пророка Мухаммеда (Карикатурный скандал 2005—2006 годов).
- 5 февраля — президент Ирана приказал возобновить обогащение урана. Это вызвало негативную реакцию в мире. Лидеры США в ответ на это объявили, что «любые средства» в отношении Ирана «должны рассматриваться».
- 8 февраля — Израиль объявил о готовности отказаться от Иудеи и Самарии. Поводом для этого являлось желание отделиться от палестинцев после победы на выборах в ПНА экстремистской группировки «Хамас».
- 10 февраля — в Турине (Италия) начались ХХ зимние Олимпийские игры (завершились 26 февраля).
- 23 февраля — обрушение Басманного рынка (Москва). 68 погибших.

### Март
- 2 марта — Индия и США подписали Соглашение о сотрудничестве в области использования ядерной энергии. Индия стала членом ядерного клуба — получила доступ к иностранным ядерным технологиям[11].
- 11 марта — в гаагской тюрьме умер бывший президент Союзной Республики Югославии Слободан Милошевич. Вскрытие установило, что причина смерти — инфаркт миокарда.
- 12 марта — в России прошёл первый Единый день голосования[12].
- 16 марта — Запуск канала Матч! Премьер.
- 19 марта — состоялись третьи по счёту выборы президента Беларуси. Победу одержал действующий президент Александр Лукашенко[13]. Сопровождались протестами.
- 25 марта — в культурном центре на Капитолийском холме в Сиэтле убиты[англ.] семь человек.
- 26 марта
  - На Украине прошли выборы в Верховную Раду, областные и местные советы, а также выборы глав городов (см. Региональные выборы на Украине (2006)).
  - Начало работы социальной сети Одноклассники[14].
- 30 марта
  - Премьер-министр Франции Доминик де Вильпен заявил о своей «полной готовности» внести «некоторые изменения» в текст закона о контракте первого найма. Этот закон вызвал массовые волнения во Франции. «Сложившаяся ситуация является неприемлемой, она несправедлива, её можно назвать даже отчаянной», — отметил Д. де Вильпен. На 4 апреля 2006 года уже назначены очередные манифестации и забастовки. Новый закон о первоначальном найме вызвал недовольство не только среди молодёжи. За его отмену выступает подавляющее число французов (83 %). Лишь 12 % респондентов ответили, что поддерживают принятие закона в том виде, в котором он сформулирован в настоящее время. Порядка 5 % респондентов затруднились ответить[15].
  - Старт космического корабля Союз ТМА-8. Экипаж старта — П. В. Виноградов, Д. Уильямс (США) и М. Понтис (Бразилия).

### Апрель
- 4—24 апреля — массовые демонстрации в Катманду и других городах Непала. Протестующие выступали за отмену монархии и установление парламентской республики в стране. Против демонстрантов в столице полицией было применено оружие, что повлекло многочисленные жертвы.
- 6 апреля
  - США объявили о планах по созданию к 2015 году мегацентра производства ядерного оружия, способного производить до 125 ядерных боезарядов в год[15].
  - В Москве задержан сектант Григорий Грабовой. Он известен в связи с событиями в Беслане. Тогда Грабовой объявил себя мессией и за деньги предлагал воскресить погибших детей. Его действия расцениваются как мошенничество, так как деньги он собрал, а «работу» не выполнил[15].
- 8 апреля — приземление космического корабля Союз ТМА-7. Экипаж посадки — В. И. Токарев, У. МакАртур (США) и М. Понтис (Бразилия).
- 9 апреля — 1-й тур парламентских выборов в Венгрии.
- 10 апреля — во Франции отменён скандальный закон о трудоустройстве. Президент Франции Жак Ширак под давлением со стороны студентов и профсоюзных движений согласился заменить принятую редакцию «договора первого найма» на другой законопроект[16].
- 23 апреля — 2-й тур парламентских выборов в Венгрии, социал-демократы Ференца Дьюрчаня удержались у власти.
- 25 апреля — Иран заявил о готовности предоставить ядерные технологии в распоряжение других стран[15].
- 27 апреля — открыт астероид 2006 HZ51.

### Май
- 2 мая — президент Боливии Эво Моралес объявил о национализации нефтегазовой отрасли страны[15].
- 3 мая — в 2.15 по московскому времени в районе Сочи разбился пассажирский самолёт А-320 армянской авиакомпании «Армавиа», выполнявший рейс Ереван—Сочи. Все 113 человек, находившиеся на борту, погибли. Самолёт, выполняя заход на посадку в сложных метеоусловиях, упал в море.
- 10 мая — в США на АЭС от облучения пострадали более 100 рабочих[15].
- 11 мая — на Сахалине разбился вертолёт Ми-14 в Охотском море[17].
- 14 мая — после победы на президентских выборах на Гаити Рене Преваля, временный президент Бонифас Александр ушёл в отставку.
- 15 мая
  - США ввели санкции против Венесуэлы «за недостаточное сотрудничество в борьбе с терроризмом». Было принято решение ввести эмбарго на экспорт вооружений в Венесуэлу[15].
  - США приняли решение исключить Ливию из списка стран, поддерживающих террористические организации, и возобновить с ней нормальные дипломатические отношения. Это решение стало кульминацией начавшегося тремя годами ранее процесса возвращения Ливии к нормальным отношениям с мировым сообществом. Так, Ливия добровольно отказалась от продолжения ядерной военной программы. В списке стран спонсоров терроризма, составленного Госдепом США, были также Иран, Куба, Северная Корея, Судан, Сирия[15].
- 29 мая — в Кабуле американская военная колонна наехала на несколько легковых машин. Пять афганцев погибли на месте. Американские солдаты открыли огонь по безоружной толпе и количество жертв достигло 20. Возмущённая толпа двинулась с места трагедии в центр Кабула, по пути поджигая машины, нападая на полицейские блокпосты, разбивая окна и в зданиях иностранных организаций. Сотрудников посольства США срочно эвакуировали в расположение войск (в Кабуле 23000 американских военнослужащих). В город введены танки[18].

### Июнь
- 2—3 июня — парламентские выборы в Чехии.
- 3 июня — Распад Югославии: провозглашение независимости Черногории от Государственного Союза Сербии и Черногории.
- 5 июня — Распад Югославии: провозглашение независимости Сербии от Государственного Союза Сербии и Черногории.
- 6 июня — дата, сочетание цифр которой (6.6.06) можно представить в виде числа зверя (666), что вызвало серию публикаций в прессе по всему миру. В этот же день на большие экраны вышел ремейк фильма «Омен» (в российском кинопрокате получивший название «Омен 666»).
- 9 июня — открытие чемпионата мира по футболу в Германии.
- 15 июня — глава корпорации «Microsoft» Билл Гейтс заявил о своём намерении с июля 2008 года уйти с поста Председателя совета директоров компании[19].
- 17 июня — парламентские выборы в Словакии, формирование коалиции социал-демократической партии Курс — социальная демократия, популистского Движения за демократическую Словакию и националистической Словацкой национальной партии.

### Июль
- 1 июля — начало информационного вещания телеканала «Вести».
- 2 июля — на президентских выборах в Мексике победил Фелипе Кальдерон.
- 3 июля — астероид 2004 XP14 пролетел на расстоянии 432 308 километров от поверхности Земли.
- 4 июля — 115-й старт (STS-121) по программе Спейс Шаттл. 32-й полёт шаттла Дискавери. Экипаж — Стивен Линдсей, Марк Келли, Майкл Фоссум, Пирс Селлерс, Лиза Новак, Стефани Уилсон, Томас Райтер (Германия).
- 9 июля
  - В Иркутске разбился Airbus A310 авиакомпании Сибирь. Погибли 125 человек[20].
  - Закрытие чемпионата мира по футболу в Германии; сборная Италии, победив французов в серии послематчевых пенальти, стала чемпионом мира.
- 10 июля — Вторая чеченская война: в Ингушетии уничтожен в результате спецоперации (по другим данным — погиб из-за неосторожного обращения со взрывчаткой) один из лидеров террористов Шамиль Басаев.
- 11 июля — Майкрософт прекратила поддержку ОС Windows 98 и Windows Me.
- 12 июля — начало войны Израиля с Ливаном.
- 15—17 июля — в Санкт-Петербурге состоялся саммит глав стран «Большой восьмёрки»[21].
- 30 июля — трагедия в Кане: разрушение трёхэтажного жилого дома в Ливане в результате израильской бомбардировки, унёсшее жизни 28 мирных жителей.
- 31 июля — вошла в обращение купюра номиналом в 5000 рублей.

### Август
- 8 августа — в Буйнакске (Дагестан) на пути следования автомобиля прокурора Буйнакска Битара Битарова была взорвана припаркованная у обочины автомашина. Битаров скончался в больнице. Через час после взрыва из Махачкалы в Буйнакск выехал глава МВД Республики Дагестан Адильгерей Магомедтагиров. В районе селения Талги на дороге сработали два взрывных устройства, раздались автоматные очереди. Магомедтагиров находился в бронированном автомобиле и поэтому не пострадал. Двое сопровождавших его милиционеров погибли, ещё один получил ранения. Бандитам удалось скрыться с места покушения[22][23].
- 20 августа — в результате бандитского нападения ранен посол Российской Федерации в Кении Валерий Егошкин[24].
- 21 августа — взрыв на Черкизовском рынке в Москве.
- 22 августа — в 10 км юго-западнее Торецка (Донецкая область, Украина) потерпел крушение рейс 612 Пулковских авиалиний, следовавший из Анапы в Санкт-Петербург.
- 24 августа
  - С Плутона сняли статус девятой планеты Солнечной системы и присвоили статус карликовой планеты.
  - Иран официально отказался от предложений международных посредников остановить программу обогащения урана в обмен на экономические льготы[25].
- 27 августа — в Лексингтоне (Кентукки) при взлёте разбился самолёт Bombardier CRJ-100ER компании Comair, погибли 49 человек.
- Август — сентябрь — массовые беспорядки в Кондопоге (Россия).

### Сентябрь
- 1 сентября — в аэропорту Мешхеда произошла катастрофа самолёта Ту-154М компании Iran Air Tours, погибли 28 человек.
- 5 сентября — трое арестантов, вооружённые обрезками арматуры, ворвались в кабинет руководства СИЗО на Капотне и взяли в заложники начальника следственного изолятора и 14 сотрудников учреждения. Главным требованием захватчиков был пересмотр их уголовных дел: двое нападавших были осуждены на 25 лет за убийство, ещё один — на 9 лет за разбой.
- 6 сентября — при нахождении на полигоне в Баренцевом море с 505-м экипажем на борту, на атомной подлодке Северного флота «Даниил Московский» возник пожар в электромеханическом отсеке. Сработала аварийная защита, реакторы остановились, мичман Шабанов и матрос контрактной службы Этюев, первыми вступившие в борьбу с огнём, получили смертельное отравление угарным газом. Их эвакуировали на подошедшее спасательное судно, но спасти уже не смогли. Пожар был ликвидирован и лодка при помощи надводных судов была отбуксирована на базу в Видяево.
- 9 сентября — 116-й старт (STS-115) по программе Спейс Шаттл. 27-й полёт шаттла Атлантис. Экипаж — Джетт Брент, Кристофер Фергюсон, Джозеф Таннер, Дэниел Бёрбэнк, Хайдемари Стефанишин-Пайпер, Стивен МакЛейн (Канада).
- 12—13 сентября — II Съезд лидеров мировых и традиционных религий (Астана, Казахстан)[26].
- 18 сентября — старт Союз ТМА-9 с четырнадцатой экспедицией МКС. Экипаж старта — М. В. Тюрин, М. Лопес-Алегриа (Испания-США) и А. Ансари (Иран-США) — первая женщина — космическая туристка.
- 21 сентября — конфликт России и Японии вокруг проекта «Сахалин-2».
- 22 сентября — с космодрома Утиноура с помощью ракеты-носителя M-V запущен японский научный спутник Hinode для исследования в области физики Солнца.
- 28 сентября — В Санкт-Петербурге прошла церемония перезахоронения праха императрицы Марии Фёдоровны, матери последнего русского императора Николая II. Было исполнено её желание быть похороненной рядом с мужем Александром III в Великокняжеской усыпальнице Петропавловской крепости.
- 29 сентября
  - Приземление космического корабля Союз ТМА-8. Экипаж посадки — П. В. Виноградов, Д. Уильямс (США) и А. Ансари (Иран-США).
  - Над Амазонией столкнулись самолёты Boeing 737-8EH бразильской авиакомпании Gol Transportes Aéreos и частный самолёт Embraer EMB-135BJ Legacy 600 авиакомпании ExcelAire, погибли 154 человека. На тот момент это была крупнейшая авиакатастрофа в Бразилии и в истории Boeing 737.

### Октябрь
- 2 октября
  - Грузия освободила арестованных российских офицеров[27].
  - Нобелевская премия по медицине за 2006 год присуждена Эндрю Файеру и Крейгу Мелло[28].
- 3 октября — нобелевская премия по физике за 2006 год присуждена Джону Мэтеру и Джорджу Смуту[29].
- 3—4 октября — III форум приграничных регионов Казахстана и России (Уральск, Казахстан)[30].
- 4 октября
  - Финал Лиги чемпионов УЕФА 2007/2008 между двумя английскими командами «Манчестер Юнайтед» и «Челси» прошёл в Москве[31].
  - Нобелевская премия по химии за 2006 год присуждена Роджеру Корнбергу[32].
- 7 октября — в Москве в подъезде своего дома убита обозреватель «Новой газеты» журналист Анна Политковская.
- 8 октября — второй Единый день голосования.
- 9 октября — первое испытание Северной Кореей ядерного оружия.
- 10 октября
  - Начало работы социальной сети ВКонтакте.
  - Президент РФ Владимир Путин и федеральный канцлер ФРГ Ангела Меркель открыли в Дрездене памятник Фёдору Михайловичу Достоевскому работы народного художника России Александра Рукавишникова.
  - При посадке в норвежском аэропорту Стур произошла катастрофа самолёта BAe 146 компании Atlantic Airways, погибли 4 человека.
- 11 октября — русская Википедия стала самой цитируемой энциклопедией в Рунете[33].
- 12 октября — в дом в Нью-Йорке врезался самолёт, в котором находился бейсболист Кори Лайдл.
- 13 октября — россиянин Владимир Крамник был провозглашён абсолютным чемпионом мира по шахматам после победы в матче над болгарином Веселином Топаловым. Этим был положен конец расколу шахматного мира, произошедшему за 13 лет до этого (в 1993).
- 15 октября — создана террористическая организация «Исламское государство».
- 17 октября — официально подтверждено получение 118-го элемента[34].
- 22 октября — немецкий гонщик Михаэль Шумахер завершил профессиональную карьеру.
- 24 октября
  - Внешторгбанк и Внешторгбанк 24 были переименованы в ВТБ и ВТБ-24.
  - Российский нападающий «Баффало Сейбрз» Максим Афиногенов признан лучшим игроком недели в НХЛ.
  - Стартовал очередной сезон баскетбольной Евролиги 2006/2007.
- 30 октября — российский нападающий «Атланта Трэшерз» Илья Ковальчук признан лучшим игроком недели в НХЛ.
- 31 октября — в Японии стартовал женский чемпионат мира по волейболу.

### Ноябрь
- 5 ноября — Саддам Хусейн, Аввад Хамид аль-Бандар и Барзан Ибрагим ат-Тикрити приговорены Иракским трибуналом к смертной казни через повешение.
- 8 ноября — Microsoft официально завершила разработку ОС Windows Vista и передала её своим «Золотым партнёрам».
- 11 ноября — в продажу на территории Японии поступила игровая консоль PlayStation 3.
- 19 ноября — начало продаж игровой приставки Nintendo Wii на территории США.

### Декабрь
- 10 декабря — 117-й старт (STS-116) по программе Спейс Шаттл. 33-й полёт шаттла Дискавери. Экипаж — Марк Полански, Уильям Офелейн, Роберт Курбим, Николас Патрик, Джоан Хиггинботэм, Кристер Фуглесанг (Швеция), Сунита Уильямс.
- 30 декабря — казнён экс-президент Ирака Саддам Хусейн.
- 31 декабря — Беларусь и «Газпром» договорились о поставках газа по более высокой цене[35].

### Без точных дат
- В звоннице колокольни Ивана Великого Московского Кремля открыт выставочный зал[36].

## Родились
- 26 апреля — Камила Валиева — российская фигуристка-одиночница.

- 29 мая — Гукеш Доммараджу — индийский шахматист, гроссмейстер, участник матча за звание чемпиона мира 2024.

## Персоны года
Человек года по версии журнала Time — Ты (абстрактный пользователь Интернета).

## Нобелевские премии
- Физика — Джон Мазер, Джордж Смут — «За открытие чёрнотельной формы спектра и анизотропии космического микроволнового фонового излучения».
- Химия — Роджер Корнберг — «За работы о молекулярных основах транскрипции эукариот».
- Медицина и физиология — Эндрю Файер, Крейг Мелло — «За открытие РНК-интерференции — эффекта гашения активности определённых генов».
- Экономика — Эдмунд Фелпс — «За анализ межвременного обмена в макроэкономической политике».
- Литература — Орхан Памук — «За то, что в поисках меланхоличной души родного города нашёл новые символы для столкновения и переплетения культур».
- Премия мира — Мухаммад Юнус, Grameen Bank — «За усилия по созданию основ для социального и экономического развития».